# Памятник Лермонтову (Санкт-Петербург, Александровский сад)
Памятник Михаилу Юрьевичу Лермонтову в Санкт-Петербурге установлен в Александровском саду в Адмиралтейском районе города.

## История
В 1891 г. в преддверии 50-летия со дня смерти М. Ю. Лермонтова Городская Дума Санкт-Петербурга решила увековечить его память, а также память Н. В. Гоголя, установив им бюсты в Александровском саду у фонтана перед Адмиралтейством и открыв бесплатные читальни. 23 мая 1891 г. в Городской Думе выступила Комиссия народного образования и финансовой комиссии с докладом о предоставлении 1000 рублей на создание этих памятников.
Автором памятника выступил скульптор В. П. Крейтан, а сам бюст высотой 1,2 был отлит из бронзы на заводе К. Берто в 1896 г. Архитектором памятника стал А. П. Максимов.
Бюст был установлен на постамент высотой 2,25 м, выполненный из красного гранита. На постамент были нанесены надписи, текст которых был согласован с Комиссией народного образования. Эти тексты гласят:
Михаилу Юрьевичу

ЛЕРМОНТОВУ

городъ С.Петербургъ

2го октября 1814 г. — 15го июля 1841 г.

Свершитъ блистательную тризну

Потомокъ поздній надъ тобой

И съ непритворною слезой

Промолвитъ: «онъ любилъ отчизну!»

(1841 г.)
Твой стихъ, какъ божий дух

носился надъ толпой

И отзывъ мыслей благородныхъ

Звучалъ, какъ колоколъ на башнѣ

вѣчевой

Во дни торжеств и бѣдъ
народныхъ

(1839 г.)
Сооруженъ въ 1896 году.
И поныне памятник Лермонтову стоит вокруг фонтана наряду с памятниками М. И. Глинке, А. М. Горчакову и Н. В. Гоголю на оси Гороховой улицы.